# Camila (album)
Camila là album phòng thu đầu tay của nữ ca sĩ người Mỹ gốc Cuba Camila Cabello, đã được phát hành vào ngày 12 tháng 1 năm 2018 thông qua Epic Records, Syco và Sony Music. Album có tổng cộng 10 bài hát, trong đó có bản hit toàn cầu "Havana" và "Never Be The Same", "Real Friends",...
Album bắt đầu được ghi âm từ tháng 1 năm 2017, ít lâu sau sự ra đi của Camila với nhóm nhạc Fifth Harmony. Ban đầu album được thông báo sẽ có tên là "The Hurting. The Healing. The Loving." nhưng sau đó đã được đổi thành "Camila". "Camila" mang âm hưởng chủ yếu là nhạc pop, được kết hợp với một số yếu tố Latin và R&B. Quá trình sản xuất album có sự tham gia hợp tác của một số nhà sản xuất như Frank Dukes, Skrillex, The Futuristics và các nghệ sĩ như Sia, Ed Sheeran, Charli XCX. Với phần nhạc đệm đậm chất Latin và những bản ballad sâu lắng, album được giới phê bình đánh giá cao và dành nhiều lời khen ngợi.
Chỉ trong vòng 24 giờ phát hành, "Camila" đã giành vị trí số 1 trên iTunes của 100 quốc gia trên thế giới, bao gồm Mỹ, Canada, Anh, Nhật Bản, Việt Nam... giúp Cabello trở thành nghệ sỹ nữ có album đầu tay thống trị nhiều BXH iTunes nhất. Ngày 23 tháng 1 năm 2018, album debut ở vị trí số một trên bảng xếp hạng Billboard Hot 200 của Hoa Kỳ với 119.000 bản tiêu thụ, trong đó bao gồm 65.000 bản thuần. Với thành tích này,Camila đã trở thành nữ nghệ sĩ đầu tiên trong 3 năm trở lại đây có album solo debut tại vị trí #1 ngay trong tuần đầu phát hành. Cùng thời điểm đó, bản hit "Havana" cũng đã vượt qua ca khúc của Ed Sheeran, vươn lên "ngôi vị quán quân" trên Billboard Hot 100 sau nhiều tuần đứng ở vị trí số hai.

## Bối cảnh
Tháng 12 năm 2016, Cabello thông báo cô sẽ rời Fifth Harmony và quyết định tập trung vào sự nghiệp solo. Ban đầu album được thông báo sẽ có tên "The Hurting. The Healing. The Loving" và Cabello đã miêu tả nó giống như "câu chuyện về chuyến hành trình của tôi từ bóng tối ra ánh sáng, kể từ khi tôi đánh mất và khi tôi tìm lại được bản thân mình." Cô viết, "Nó giống như một chương mà bạn không bao giờ muốn đọc to ra ngoài", và giải thích rằng "toàn bộ quá trình tạo ra album" đã giúp cô thể hiện được cảm xúc của mình. Vào ngày 13 tháng 11 năm 2017, Cabello chia sẻ rằng tên album sẽ được thay đổi và album sẽ được phát hành "đầu năm tới". Vào ngày 5 tháng 12, Cabello tiết lộ tên album mới là Camila, đồng thời thông báo album sẽ được phát hành vào ngày 12 tháng 1 năm 2018.
Cabello đã làm việc với Benny Blanco, Ryan Tedder và Pharrell Williams cho album. Williams đã đồng sáng tác "Havana" còn Blanco đã viết và sản xuất "Crying in the Club". Album đã được hoàn thành và danh sách bài hát cho album đã được chốt vào ngày 21 tháng 11.

## Nhạc và lời bài hát
"Camila" chủ yếu mang hơi hướng nhạc pop, pha trộn với các thể loại như Latin, R&B, Reggaeton và Hip hop. Ca từ của các ca khúc phần lớn được lấy cảm hứng từ tình yêu và nỗi buồn chia tay, bên cạnh đó còn có ca khúc "Havana" được được bắt nguồn từ nguồn gốc Cuba của cô.

## Phát hành
Ít lâu sau khi rời Fifth Harmony, Cabello tái kí một bản hợp đồng thu âm cho những sản phẩm âm nhạc solo của cô với Epic Records và Syco Music, hai nhãn đĩa đã làm việc cùng cô trong suốt khoảng thời gian còn ở trong nhóm. Camila đã công bố tên album là "The Hurting. The Healing, The Loving." vào tháng 3 năm 2017 và dự kiến sẽ ra mắt vào tháng 9 cùng năm. Cô miêu tả album "là câu chuyện về hành trình của tôi từ những giây phút tăm tối nhất cho tới lúc giành được ánh hào quang, từ khoảng thời gian tôi bị lạc lối cho tới lúc tôi tìm lại được chính mình." và chia sẻ rằng "toàn bộ quá trình thu âm" đã giúp cô đối diện với cảm xúc của chính mình. Sau khi Camila thông báo album sẽ bị rời lại ngày phát hành, có những tin đồn cho rằng tên của album cũng sẽ bị thay đổi. Ngày 13 tháng 11, Camila chính thức thông báo rằng album đã được thay tên và sẽ lên kệ vào khoảng đầu năm 2018. "Camila" có sẵn để đặt trước trên iTunes Store từ ngày 7 tháng 12.
Camila tiết lộ bìa album của mình lần đầu tiên trên tài khoản Instagram cá nhân, cô chia sẻ: "Tôi quyết định đặt tên album theo tên của mình bởi đó là một chương cuộc đời của tôi đã khép lại. Nó bắt đầu từ một câu chuyện của một ai đó khác và kết thúc với việc tôi tìm được con đường về với chính bản thân mình." Trên bìa album, Camila mặc một chiếc váy hoa và ngồi trên chiếc ghế đẩu với một đôi dép tông, tiêu đề album được in đậm và được đặt ở chính giữa. Billboard miêu tả hình ảnh này của Camila là "tuyệt đẹp". Bìa album đầu tay của Camila được chụp tại Little Havana, ở quê nhà của cô tại Miami, Florida. Bên cạnh đó, cuốn booklet của album cũng bao gồm nhiều hình ảnh từ buổi chụp hôm đó, kèm theo các bức ảnh từ thời thơ ấu của Cabello. Bìa album được chụp và thiết kế bởi Amber Park.

## Đĩa đơn
"Crying in the Club" được phát hành dưới dạng đĩa đơn mở đường cho album vào ngày 19 tháng 5 năm 2017. Bài hát được viết bởi Cabello, Sia Furler và Benny Blanco, và đã lọt top 20 tại Bỉ, Ireland, Lebanon, Portugal, và Anh Quốc đồng thời đạt vị trí 47 trên Billboard Hot 100. Vào tháng 9 năm 2017, bài hát được chính thức xác nhận là đã bị loại khỏi album do thiếu thành công về mặt thương mại, vì vậy "Havana" trở thành đĩa đơn mở đường chính thức cho album.
Vào ngày 30 tháng 8, Cabello xác nhận đĩa đơn quảng bá "Havana", hợp tác với rapper Young Thug, sẽ trở thành đĩa đơn thứ hai (sau đó là đĩa đơn mở đầu) nhờ sự phổ biến trên toàn cầu cũng như thành công ở mảng streaming trên Spotify. Bài hát cho đến hiện tại đã đạt vị trí quán quân tại Anh Quốc và vị trí á quân trên Billboard Hot 100 của Hoa Kỳ, trở thành hit solo top 5 thứ hai của cô tại đây. Bài hát được gửi lên các đài phát thanh vào ngày 8 tháng 9 năm 2017 và video âm nhạc cho bài hát phát hành vào ngày 24 tháng 10. Tính đến tháng 12 năm 2017, video đã đạt hơn 300 triệu lượt xem trên YouTube.
"Never Be the Same" được phát hành dưới dạng đĩa đơn vào ngày 7 tháng 12 và bắt đầu được phát trên radio từ ngày 9 tháng 1 năm 2018. Bái hát đã xuất hiện trong Top 10 trên các bảng xếp hạng ở Anh và Ireland và đứng thứ 30 trên Hot 100. Video ca nhạc của ca khúc được phát hành trên Youtube vào ngày 29 tháng 12 năm 2017.

### Đĩa đơn quảng bá
"I Have Questions" được phát hành ngày 22 tháng 5 năm 2017 dưới dạng đĩa đơn quảng bá đầu tiên từ album. Vào ngày 3 tháng 8, "OMG", hợp tác với rapper Quavo, được phát hành dưới dạng đĩa đơn quảng bá thứ hai từ album, cùng với "Havana"-bài hát sau đó đã trở thành đĩa đơn chính thức. Tuy nhiên, "I Have Questions" và "OMG" đều đã bị loại khỏi danh sách bài hát phiên bản tiêu chuẩn của album.
"Real Friends" được phát hành vào ngày 7 tháng 12 năm 2017 dưới dạng đĩa đơn quảng bá tiếp theo cho album, cùng với bản đặt trước của album.

## Danh sách bài hát
| Camila - Danh sách bài hát | Camila - Danh sách bài hát        | Camila - Danh sách bài hát | Camila - Danh sách bài hát    | Camila - Danh sách bài hát |
| STT                        | Nhan đề                           | Sáng tác | Sản xuất                      | Thời lượng                 |
| -------------------------- | --------------------------------- | --- | ----------------------------- | -------------------------- |
| 1.                         | "Never Be the Same"               | Camila Cabello Adam Feeney Leo Rami Dawod Jacob Ludwig Olofsson Noonie Bao Sasha Sloan                                              | Frank Dukes Jarami [a]        | 3:46                       |
| 2.                         | "All These Years"                 | Cabello Feeney Kaan Gunesberk Jeff Gitelman Mustafa Ahmed                                                                           | Dukes Louis Bell [a]          | 2:44                       |
| 3.                         | "She Loves Control"               | Cabello Sonny John Moore Feeney Bell Ilsey Juber Ahmed                                                                              | Skrillex Dukes Bell           | 2:57                       |
| 4.                         | "Havana" (hợp tác với Young Thug) | Cabello Jeffery Williams Pharrell Williams Adam Feeney Brittany Hazzard Ali Tamposi Brian Lee Andrew Watt Louis Bell Kaan Gunesberk | Dukes Matt Beckley [b]        | 3:37                       |
| 5.                         | "Inside Out"                      | Cabello Hazzard Feeney Tyler Williams Gunesberk                                                                                     | Dukes T-Minus Bell            | 3:02                       |
| 6.                         | "Consequences"                    | Cabello Amy Wadge Nicolle Galyon Emily Weisband                                                                                     | Bart Schoudel                 | 2:58                       |
| 7.                         | "Real Friends"                    | Cabello Lee Mustafa Ahmed Bell Billy Walsh [ 11 ]                                                                                   | Dukes Bell                    | 3:34                       |
| 8.                         | "Something's Gotta Give"          | Cabello Alex Schwartz Joe Khajadourian Sarah Hudson James Abrahart Jesse St. John                                                   | The Futuristics Dukes Beckley | 3:56                       |
| 9.                         | "In the Dark"                     | Cabello Feeney Te Whiti Warbrick Simon Wilcox Madison Love Abrahart                                                                 | Dukes SickDrumz Kuk Harrell   | 3:39                       |
| 10.                        | "Into It"                         | Cabello Feeney Bell Gunesberk Ryan Tedder Justin Tranter                                                                            | Dukes Bell [a]                | 2:55                       |
| Tổng thời lượng:           | Tổng thời lượng:                  | Tổng thời lượng: | Tổng thời lượng:              | 36:55                      |

| Camila – phiên bản giới hạn của Nhật | Camila – phiên bản giới hạn của Nhật | Camila – phiên bản giới hạn của Nhật |
| STT                                  | Nhan đề                              | Thời lượng                           |
| ------------------------------------ | ------------------------------------ | ------------------------------------ |
| 11.                                  | "Never Be The Same" (radio edit)     | 3:47                                 |
| 12.                                  | "Havana" (remix với Daddy Yankee)    | 3:19                                 |
| 13.                                  | "I Have Questions"                   | 3:42                                 |

| Camila – phiên bản trên iTunes | Camila – phiên bản trên iTunes        | Camila – phiên bản trên iTunes          | Camila – phiên bản trên iTunes | Camila – phiên bản trên iTunes |
| STT                            | Nhan đề                               | Sáng tác                                | Sản xuất                       | Thời lượng                     |
| ------------------------------ | ------------------------------------- | --------------------------------------- | ------------------------------ | ------------------------------ |
| 11.                            | "Never Be the Same" (phiên bản radio) | Cabello Feeney Dawod Olofsson Bao Sloan | Dukes Jarami [a]               | 3:47                           |

Chú thích
- ^[a]  biểu thị đồng sản xuất.
- ^[b]  biểu thị một nhà sản xuất giọng hát.